# Banjol
Banjol (olaszul Bagnol) település a horvátországi Rab szigeten.
A városka teljesen egybeépült a fővárossal, Rabbal, hiszen a Rabi-öböl (Luka Rab) délnyugati oldalán Rab város, az északkeletin pedig Banjol található. A Kamenjak hegyvonulatának lábánál található települést három kisebb széltől védett öböl (Padova I-II-III) tagolja. Gazdasága a turizmuson alapszik, rengeteg szálláslehetőséget találunk itt (egy szálloda, egy kemping és számos apartman).
A Rabi-öböl banjoli oldalán található Rab sziget legnagyobb jachtkikötője, mely ACI Marina, minőségi szolgáltatásokkal.
Látnivalói: A Padovák, a Marina, valamint a hegyoldalban található Szent Luca templom.